# Protaphorura tricampata
Protaphorura tricampata är en urinsektsart som först beskrevs av Hermann Gisin 1956.  Protaphorura tricampata ingår i släktet Protaphorura, och familjen blekhoppstjärtar. Arten är reproducerande i Sverige.